# Hajimete no Natsu
Singles de SMAP
Zutto Wasurenai
(3 mars 1993) Kimi wa Kimi da yo
(9 septembre 1993)
Pistes de SMAP COOL
Zutto Wasurenai Hanashi wo Shite Ita Kute
Hajimete no Natsu (はじめての夏, trad. : "Notre premier été") est le huitième single du groupe masculin japonais SMAP, sorti en 1993.

## Informations
Le single sort le 6 juin 1993 sous format mini-CD single de 8 cm et  atteint la 7e place des classements hebdomadaires des ventes de l'Oricon. Le single contient la chanson-titre, la chanson face-B Kimi wo Hohoemi ni Kaete et leurs versions instrumentales. Par ailleurs, la chanson-titre porte sur le thème des vacances d'été, c'est en cette occasion que le single sort en début de cette période.
La chanson, écrite par Hiromi Mori, la chanson-titre ne figurera dans aucun album studio du groupe. Elle figurera néanmoins sur certaines et prochaines compilations du groupe comme COOL en 1995 et Smap Vest et 2001.

## Formation
- Masahiro Nakai (leader) : chœurs
- Takuya Kimura : chant principal, chœurs
- Katsuyuki Mori : chant principal, chœurs
- Tsuyoshi Kusanagi : chœurs
- Goro Inagaki : chœurs
- Shingo Katori : chœurs

## Liste des titres
| 1. | Hajimete no Natsu (はじめての夏)            | 4:52 |
| 2. | Kore Kara Umi e Ikō yo (君を微笑みにかえて) |      |
| 3. | Hajimete no Natsu (instrumental)            | 4:52 |
| 4. | Kore Kara Umi e Ikō yo (instrumental)       |      |